# Sebastopoli o morte
Sebastopoli o morte (Charge of the Lancers) è un film del 1954 diretto da William Castle.
È un film d'avventura statunitense con Paulette Goddard e Jean-Pierre Aumont ambientato in Crimea nel 1856.

## Trama
Durante la guerra di Crimea l'ufficiale francese Evoir e il colonnello inglese Lindsay si innamorano della stessa donna, la zingara Tanya.

## Produzione
Il film, diretto da William Castle su una sceneggiatura e un soggetto di Robert E. Kent, fu prodotto da Sam Katzman per la Columbia Pictures e girato dal 7 al 18 aprile 1953.

## Distribuzione
Il film fu distribuito con il titolo Charge of the Lancers negli Stati Uniti nel febbraio 1954 al cinema dalla Columbia Pictures.
Altre distribuzioni:
- in Finlandia il 21 maggio 1954 (Ratsuväki hyökkää)
- in Germania Ovest il 23 novembre 1954 (Das Zigeunermädchen von Sebastopol)
- in Austria nel maggio del 1956 (Das Zigeunermädchen von Sebastopol)
- in Portogallo il 1º ottobre 1956 (A Carga dos Lanceiros)
- in Belgio (De stormloop van de lansiers)
- in Belgio (La charge des lanciers)
- in Brasile (A Carga dos Lanceiros)
- in Grecia (I krimaia stis floges)
- in Italia (Sebastopoli o morte)

## Promozione
Le tagline sono:
- "CHARGE FOR THE GUNS!"
- Spectacular zero hour! Adventure into the jaws of death!